# Видринец
Видринец (на гръцки: Βιδρονήσι, Βιτρινέτσι, на албански: Vidra) е остров в Република Гърция, в дем Преспа, област Западна Македония.
Островът е разположен в Малото Преспанско езеро. Отдалечен е на 50 километра западно от град Лерин (Флорина), намира се на границата между Гърция и Албания.
Видринец е важно местообитание на птици – корморани и пеликани. Достъпът до острова е забранен.
На острова има малка църква „Свети Георги“. В 1987 година руините на средновековната Видринецка църква са обявени за паметник на културата.